# رومیان و چینیان
قصهٔ رومیان و چینیان از جملهٔ پرنفوذترین داستان‌های نمادین مثنوی (در دفتر اول) است، که با بیانی ساده و قوی نشان می‌دهد که چطور از راه پرداختن و صیقلی کردن روح و جان، و با بالا کشیدن پرده‌های مادی از جلوی چشمان قلب، حقیقت، همان گونه که هست، به‌یک‌باره، و بدون تأمل و اختیار، در آینهٔ دل انسان مستعد تابیدن می‌گیرد.
| چینیان گفتند: "ما نقاش‌تر"     |  | رومیان گفتند: "ما را کر و فر" |
| گفت سلطان: امتحان خواهم درین  |  | کز شماها کیست در دعوی گزین    |
| چینیان گفتند: یک خانه به ما   |  | خاص بسپارید و یک آن شما       |
| بود دو خانه مقابل، در به در   |  | زان یکی چینی ستد، رومی دگر    |
| چینیان صد رنگ از شه خواستند   |  | پس خزینه باز کرد آن ارجمند    |
| هر صباحی از خزینه رنگ‌ها       |  | چینیان را راتبه بود و عطا     |
| رومیان گفتند: نه نقش و نه رنگ |  | درخور آید کار را جز دفع زنگ   |
| در فرو بستند و صیقل می‌زدند    |  | همچو گردون ساده و صافی شدند   |
| از دو صدرنگی به بی‌رنگی رهیست  |  | رنگ چون ابرست و بی‌رنگی مهیست  |
| هرچه اندر ابر ضوء بینی و تاب  |  | آن ز اختر دان و ماه و آفتاب   |
| چینیان چون از عمل فارغ شدند   |  | از پی شادی دهل‌ها می‌زدند       |
| شه در آمد دید آنجا نقش‌ها      |  | می‌ربود آن عقل را و فهم را     |
| بعد از آن، آمد به سوی رومیان  |  | پرده را بالا کشیدند از میان   |
| عکس آن تصویر و آن کردارها     |  | زد برین صافی‌شده دیوارها       |
| هرچه آنجا دید اینجا به نمود   |  | دیده را از دیده‌خانه می‌ربود    |

## نکته‌ها و اشارات عرفانی
| رومیان آن صوفیانند ای پسر   |  | بی ز تکرار و کتاب و بی هنر     |
| لیک، صیقل کرده‌اند آن سینه‌ها |  | پاک ز آز و حرص و بخل و کینه ها |
| آن صفای آینه، وصف دل‌ست      |  | صورت بی منتها را قابل‌ست        |
| صورت بی‌صورت بی‌حد غیب        |  | ز آینهٔ دل تافت بر موسی ز جیب   |